# Tata Estaniecki
Thayse Estaniecki Ramos Cocielo (Porto Alegre, 16 de novembro de 1993), mais conhecida como Tata Estaniecki, é uma influenciadora digital e empresária brasileira. Ficou conhecida por meio da rede social deletada Orkut e foi uma das primeiras personalidades influenciadoras da internet brasileira na época, permanecendo na mídia produzindo conteúdo para YouTube, Spotify e redes sociais como Instagram,TikTok, entre outros. Thayse Cocielo também é sócia da empresa de calçados Louth Shoes.

## Trajetória

### Início de carreira
Bisneta de poloneses, Tata deu início à sua carreira como modelo aos 12 anos, no ano de 2005, depois de ser chamada por um olheiro. No entanto, começou a fazer sucesso por meio da antiga rede social Orkut, onde conheceu personalidades que também estavam começando a se popularizar na web, como Mariana Sampaio.
Em 2012, Tata abriu a marca de roupas Just Approve, ao lado de Leo e Cacá Parra, seus amigos. Em 2018, vendeu sua parte no empreendimento para se dedicar a uma nova marca, dessa vez de sapatos, chamada Louth Shoes, que abriu com a irmã Louise Estaniecki.
Criou um canal no YouTube sobre maquiagem e vida pessoal com seu próprio nome onde compartilhava dicas de beleza, além de ter ficado por anos como uma das integrantes do Nosso Canal, criado em 2014, que contava com a participação de Mariana Sampaio, Gabriella Lenzi, Raissa Machado, Gabi Lopes, Gabriela Rippi, Flávia Pavanelli, Bruna Unzueta, Rachel Apollonio, Luisa Accorsi e Carol Jannini.
Com o avanço das redes sociais, além de modelo, empresária e Youtuber, Tata passou a compartilhar seu dia a dia com seu público no Instagram, onde conquistou milhares de seguidores, furando a bolha do seu público do canal.
Com o início de um relacionamento com o Youtuber Júlio Cocielo, criador do Canal Canalha com quem se casou em 2018, a influenciadora passou a produzir vídeos sobre variados temas, como maquiagem, moda, viagem, humor, maternidade e vídeos de react, além de criar seu terceiro canal Tacielo onde produzia conteúdo sobre sua vida e relacionamento em conjunto com seu marido. Neste mesmo ano, ela também criou um curso online de como potencializar o engajamento no Instagram. Nesse curso, a influenciadora deu aulas através de vídeos, compartilhando seus segredos para ter um perfil de tanto sucesso.

### PodDelas
Durante a pandemia do Covid-19, com a popularização do novo estilo de contéudo em áudio e inspirada pelo Podpah, um dos podcasts mais ouvidos no Brasil, que atingiu uma média de noventa milhões de views no Youtube e alcançou um bilhão de visualizações na ultima semana de novembro de 2020. Foi então onde Tata idealizou o que ela define com um dos maiores projetos de sua carreira, o PodDelas, em conjunto com sua amiga, atriz e influenciadora Flávia Pavanelli, com quem trabalhava no Nosso Canal, o podcast surgiu com o intúito de focar principalmente no público feminino. Depois de dois meses, Pavanelli deixou o podcast para continuar seus trabalhos como atriz, mas Tata continuou com o “projeto da sua vida” e convidou a amiga e também influenciadora Bruna Unzueta para dividir o microfone.
Com o sucesso do PodDelas, tanto no Spotify quanto no Canal do YouTube atualizado simultâneamente, o projeto se expandiu ainda mais, surgindo quadros como PodEntrar e Maternidelas, que contam com a participação de outras personalidades como Lucas Rangel e Viih Tube.
Ao todo Tata Estaniecki acumula cerca de 8,7 milhões de seguidores em seus canais do YouTube e 18,9 milhões em suas redes sociais.

## Vida pessoal
Tata é casada com o conhecido youtuber, humorista e ator Júlio Cocielo, criador do Canal Canalha. Os dois iniciaram seu relacionamento no início de 2017, no ano seguinte, Júlio pediu Tata em casamento durante uma viagem à Grécia, e todos os detalhes desse momento especial foram registrados em um vídeo compartilhado em seu canal conjunto. O seu primeiro casamento ocorreu em março de 2018 em Punta Cana, República Dominicana, seguida por uma segunda cerimônia em São Paulo, em maio do mesmo ano. Em outubro de 2019, o casal recebeu sua primeira filha, Beatriz Estaniecki Cocielo, nascida em 18 de abril de 2020 em São Paulo, e posteriormente seu segundo filho, Caio Estaniecki Cocielo, nascido em 21 de maio de 2023 na mesma cidade.